# Roberta Pinotti
Roberta Pinotti, née le 20 mai 1961 à Gênes, est une femme politique italienne.
Ancienne adhérente du Parti communiste italien, elle rejoint ensuite les Démocrates de gauche puis le Parti démocrate. Elle est ministre de la Défense de 2014 à 2018 dans le gouvernement Gentiloni puis le gouvernement Renzi. Elle est la première femme à accéder à ce poste en Italie.

## Biographie
Roberta Pinotti est née à Gênes, en 1961. Diplômée en lettres modernes de l'université de Gênes, elle devient professeure d'italien en lycée. Durant son adolescence, elle a été membre des Scouts catholiques italiens.
Elle est mariée à un médecin ; le couple a deux enfants. Elle s'engage au sein du Parti communiste italien (PCI), avant d'adhérer aux Démocrates de gauche (DS), lorsque fut actée la dissolution du mouvement communiste. Elle est chargée de la politique sociale et de la jeunesse pour la province de Gênes de 1993 à 1997, puis devient secrétaire provinciale des Démocrates de gauche de 1999 à 2001.
Elle est députée de 2001 à 2008 pour la circonscription de Ligurie. À cette dernière date, elle se fait élire au Sénat, représentant également la Ligurie. Aux élections de février 2013, elle est réélue sénatrice et est élue secrétaire du groupe PD du Sénat. Le 2 mai 2013, elle est nommée sous-secrétaire d'État au ministère de la Défense sous l'autorité du ministre Mario Mauro, au sein du gouvernement Letta.
Lorsque le nouveau secrétaire du Parti démocrate Matteo Renzi devient président du Conseil après avoir provoqué la chute du gouvernement Letta, le 22 février 2014, il nomme Roberta Pinotti ministre de la Défense ; elle est la première femme à occuper ce poste en Italie.
Le 12 décembre 2016, lorsque Matteo Renzi démissionne de la présidence du Conseil après l'échec de son référendum constitutionnel, Roberta Pinotti est confirmée dans ses fonctions de ministre de la Défense par le nouveau chef du gouvernement, Paolo Gentiloni.
Après les élections législatives du 4 mars 2018, elle est remplacée par Elisabetta Trenta dans le gouvernement Conte, à compter du 1er juin 2018. Elle retourne alors au Sénat, où elle représente désormais le Piémont.

## Décoration
Chancelière et trésorière : Ordre militaire d'Italie, 22 février 2014